# Kostel svatého Jakuba Staršího (Kutná Hora)
Kostel svatého Jakuba Staršího je gotický městský kostel v Kutné Hoře. Výstavba probíhala od první poloviny 14. století až do 15. století a svým dílem přispěla i parléřovská huť. Kostel je snadno rozpoznatelný díky dvojici věží západního průčelí, z nichž severní měří 80m a jižní nebyla nikdy dostavěna. V roce 1995 byl spolu s dalšími památkami historického centra Kutné Hory zapsán na Seznam světového dědictví UNESCO

## Historie

### Počátky výstavby
Na konci 13. století existovaly na území dnešní Kutné Hory dva církevní subjekty: sedlecký klášter cisterciáků a malínská farnost. Ta byla sice také pod kontrolou cisterckého kláštera, ovšem s rozvojem města Kutná Hora nabírala na významu. V době prosperity se někdy po roce 1300 začíná stavět dnešní kostel sv. Jakuba, který byl ale původně zasvěcen Panně Marii. Stavbu zaštiťovaly místní patricijské rody a mincíři a pregéři. Známými sponzory byli Ruthard a Bořita z Košic. Sedlecký klášter se dlouhou dobu snažil zachovat vliv na malínskou farnost, což měšťané nevnímali nejlépe. Zpočátku sloužil kostel jako filiální kostel malínské farnosti, až v roce 1410 byl bulou Jana XXIII ustanoven v Kutné Hoře samostatný farní obvod, čímž se ukončila podřízenost sedleckému klášteru.

### Pozdější vývoj
Do roku 1350 byl dostavěn presbytář a další výstavba pokračovala v několika etapách s přerušením v době husitských válek, i když v roce 1420 byl v podstatě už dokončen. V roce 1424 byl zasažen požárem. Chrám je navržen jako halové trojlodí se čtyřmi kaplemi uzavírající boční lodě. Kostel hrál důležitou roli během náboženských jednání, která se zde odehrávala v 15. století. V 15. a 16. století zde působili biskupové světící kališnické kněze: biskup Augustin Lucián Sankturienský a Filip Villanuova. Kostel spravovala až do roku 1620 utrakvistická církev, po změně náboženských poměrů byl vrácen katolické církvi. Od 14. do 16. století se pro kostel používalo označení „vysoký“.
Během let byl kostel mnohokrát opravován a částečně přestavován. K opravě střechy došlo v roce 1650 a znovu po dvou stech letech byla pro krytinu zvolena břidlice. Časté opravy si vyžádala severní věž, do které několikrát udeřil blesk. V roce 1602 byla stažena železnými pruty a v roce 1698 byla opravena věžní báň, která byla ovšem silně poškozena bouří v roce 1740.

### Zvony
Známými zvony kostelní věže je zvon Vorel z roku 1478, zhotovený konvářem Prokopem Ptáčkem a zvon Václav, zhotovený Ondřejem Ptáčkem. Během 1. a 2. světové války bylo všech pět zvonů svatojakubské zvonice zabráno pro válečné účely.

#### Vorel
Zvon Vorel ulil konvář Prokop Ptáček v roce 1478. Během své historie byl 6× přelit a poslední zvon, odlitý 1880, zanikl při rekvizici 1942:
- Vorel, odlil Prokop Ptáček 1478,[8] hmotnost 80 centýřů (~4800 kg)[9]
- přelit v 17. století[10]
- znovu přelit v 17. století[10]
- Karel Boromejský, odlit 1732, vysvěcen sedleckým opatem, 16. prosince 1733 poškozen bleskem[8]
- sv. Vavřinec, odlil zvonař Holous (=Olaus Oberg, Mikuláš Oberberger) z Olomouce 1733 (nebo 1737)[9], hmotnost 2570 kg, průměr 170 cm, velký městský znak a reliéf sv. Jana Nepomuckého, sv. Maří Magdalény a sv. Petra; 1852 pukl[8]
- sv. Vavřinec, 1880 odlil Vojtěch Hiller z Brna na náklady města, při vytahování se zřítil[8][10]
- sv. Vavřinec, 1880 odlil Vojtěch Hiller z Brna, hmotnost 3420 kg a průměr 176 cm[7], reliéf sv. Vavřince, nápis: „Věnován sv. Vavřinci – počtvrté přelit nákladem obce Kr. hor. města Hory Kutné r. 1880 za purkmistra J.U.Dra Josefa Říhy a arciděkana p. Josefa Peřiny“; 30. dubna 1942 rekvírován.[8]

#### Jakub Maria
Dne 7. října 2017 byl do zvonice kostela nainstalován nový zvon s názvem Jakub Maria. Autorem zvonu je zvonař Petr Rudolf Manoušek a autorem plastické výzdoby zvonu je akademický sochař Jaroslav Hylas. Byl pořízen z výtěžku sbírky, která přinesla částku 3 411 968 Kč. Cena vlastního zvonu je necelé dva miliony korun, zbytek částky byl vynaložen na úpravu zvonové stolice a na vyzdvižení zvonu do zvonice. To bylo provedeno tradiční středověkou technikou pomocí vrátku pod vedením tesařského mistra Petra Růžičky a statika Víta Mlázovského. Předtím zvon požehnal královéhradecký biskup Mons. Jan Vokál.

### Rekonstrukce 1941–1946
Od 80. let 19. století probíhaly v kostele některé dílčí opravy, kdy byly vyspraveny kružby devíti oken, zbourána barokní předsíň u severního vchodu, předlážděna podlaha a dodány nové varhany od firmy Mölzer. Daleko rozsáhlejší obnova se však uskutečnila v letech 1941–1946. Iniciátorem oprav byl arciděkan P. Karel Volrlíček. Restaurace byla plánovaná už od roku 1914, kdy byl schválen rozpočet, ale akci zdržela 1. světová válka a další průtahy. K opravě bylo přikročeno až v roce 1941, kdy byla vybrána kutnohorská firma ing. Jaromíra Dajbycha. Kostel byl v mnohem horším stavu, než se předpokládalo, a možná neměl daleko k celkovému zřícení. Statice kostela nepomohla ani zemětřesení v letech 1348, 1411, 1580, 1588, 1590, 1615, 1690 a 1768. V souvislosti s rekonstrukcí byl vydán Sborník prací o stavebním vývoji a obnově kostela. Chrám byl znovu vysvěcen biskupem Dr. Mořicem Píchou 20. října 1946.

### Program záchrany architektonického dědictví
V rámci Programu záchrany architektonického dědictví bylo v letech 1995-2014 na opravu památky čerpáno 6 950 000 Kč.
| rok    | 2010  | 2011  | 2012  | 2013 | 2014 |
| ------ | ----- | ----- | ----- | ---- | ---- |
| částka | 1 600 | 2 450 | 1 200 | 800  | 900  |

## Architektura
Chrám je koncipován jako halové trojlodí s křížovou žebrovou klenbou. To znamená, že všechny jeho lodě jsou stejně vysoké – zde 19 m. Na východě je protáhlý presbytář zakončený polygonálním závěrem. Zvláštností je, že poslední mezera mezi pilíři v západní části lodi je přibližně poloviční oproti vzdálenostem ostatním pilířů v kostele. Gotický chrám nedisponuje rozvinutým opěrným systémem jako třeba chrám sv. Barbory, ale prostorově úspornějšími opěrnými pilíři. Ty se zde navíc objevují ve dvou velikostech: starší typ je vyšší a mladší nižší. Kostel stojí jen kousek od svahu na jižní straně.

### Boční lodě
Boční lodě jsou zakončeny na východní a západní straně kaplemi: v severní lodi to je Mincířská kaple na východě a Šenkýřská kaple na západě pod severní věží. Nad Mincířskou kaplí byla později (1490) dostavěna tzv. Charvátovská kruchta zakrývající utrakvistické fresky. Ty byly objeveny pod omítkou při rekonstrukci v roce 1941. V jižní lodi se nachází černá kaple Bolestné Matky Boží pod jižní věží a Ruthardská kaple na východní straně. Ta byla pojmenovaná podle významného donátora Jana Kunclina Rutharda. Nad kaplí byla na konci 15. století postavena tzv. literátská kruchta nesoucí barokní varhany. Každá z bočních lodí má i oltář veprostřed: sv. Ludmily v severní lodi a sv. Václava v jižní; díky této kompozici se může stavba částečně blížit centrále.

### Severní a jižní věž
Signifikantním rysem kostela je dvojice věží západního průčelí. Severní věž je vysoká 80m a je opatřena barokní cibulovou bání. Dole je částečně zkosena, aby roh věže nepřekážel úzké ulici. Pod hlavní římsou věže obloučkový panel, tzv. kutnohorský vlys, protože se vyskytuje i na jiných kostelech v Kutné Hoře.
Jižní věž má sice vlastní opěrné pilíře, které u severní věže vůbec nejsou, ale dosahuje jen asi polovinu výšky severní věže a je zakončena jehlanovou střechou. Věž pravděpodobně nebyla dostavěna z důvodu nestabilního podloží, podle jiných zdrojů se s ní nepočítalo už od začátku výstavby s odkazem na rozdílné provedení kaplí pod věžemi.
Chrám nedisponuje klasickým západním štítem, ale v západním průčelí se nachází okno s bohatou plaménkovou kružbou od parléřovské huti.

### Interiér
Většina interiérového vybavení je barokní, přestože dominantním prvkem chrámu jsou gotické křížové žebrové klenby. Gotické lavice v presbytáři zhotovil řezbář Jiří z Elkuše v roce 1484, restaurovány byly v 19. století. Cínová křtitelnice pochází od kovolitce Ondřeje Ptáčka. Dvě barokní zpovědnice byly získány pro kostel v roce 1802 ze zrušeného sedleckého kláštera. Během let zde byly několikrát zakoupeny varhany, poprvé v roce 1488; v současné době jsou v kostele dvoje – na hlavním kůru a na tzv. literátské kruchtě. Na přerušených příporách pilířů hlavní lodi jsou umístěny sochy českých patronů: sv. Václava, Ludmily, Jakuba, Vojtěcha, Zikmunda a Barbory.

#### Oltář
Dnešní oltář pochází z vrcholného baroka z let 1677–78 a zhotovil ho řezbář Kašpar Eigler podle návrhu Jakuba Riedla. Do oltáře byl později vsazen obraz F. X. Palka a nad ním je oválný obraz Sv. Trojice od Petra Brandla. Sochy apoštolů po stranách zhotovil pražský sochař David Schultner mezi lety 1679–1680. Z kraje 19. století byl oltář mramorován a pozlacen.

#### Výzdoba
- obraz Poslední večeře Páně  (1515) od Hanuše Elfeldara[5]
- reliéf Kristus a bratři Zebedeovi (1678) od Kašpara Eiglera[15], dříve umístěný na hlavním oltáři
- oltář Stětí Sv. Jakuba (1763) od F. X. Palka
- obraz Sv. Trojice (1734) od Petra Brandla[17]
- Pieta od Karla Škréty (dar kostelu 1673)
- Devět pláten od Ignáce Raaba, mezi nimi smrt sv. Václava
- plastika Panny Marie v nadživotní velikosti umístěná pod hlavním kůrem

## Zajímavosti
- Kostelní varhany mají 4 manuály, z nichž jeden ovládá píšťaly ukryté za hlavním oltářem.
- Hlavní věž se mírně uklání na severozápad.
- Kostel disponuje výbornou akustikou.
- Sv. Jakub je v kostele znázorněn celkem třikrát:
  - lipová dřevořezba Kašpara Eiglera z roku 1679 – sv. Jakub jako ambiciózní mladík[1]
  - socha na pilíři v přední části hlavní lodi
  - oltářní obraz od F. X. Palka: umučení sv. Jakuba
- Do roku 1782, kdy bylo pohřbívání v kostelích zakázáno, bylo v kostele sv. Jakuba pochováno v šesti hrobkách celkem 200 lidí. Největší krypta s asi 150 pohřbenými[15] se nachází pod presbytářem.

## Galerie

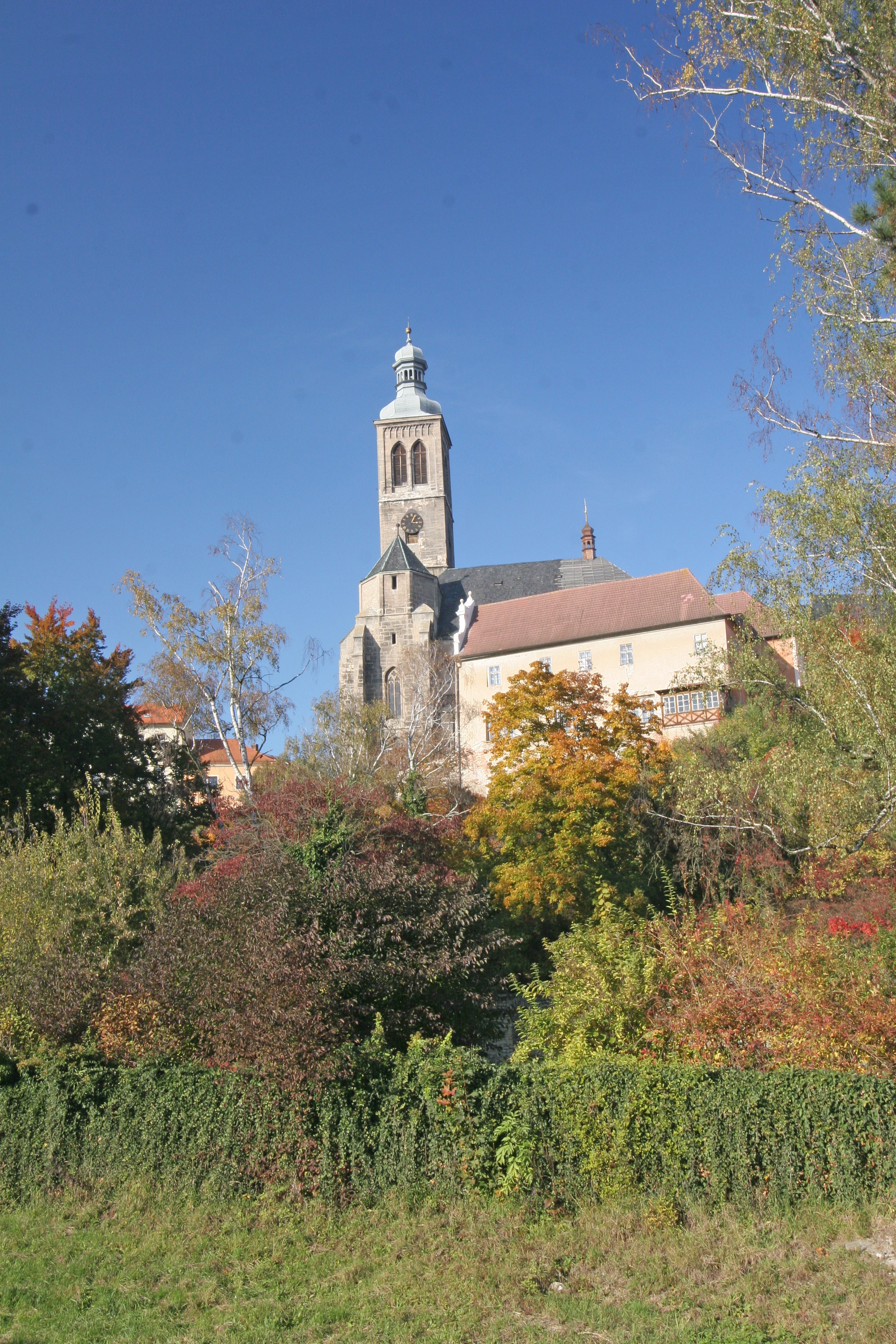
jižní pohled
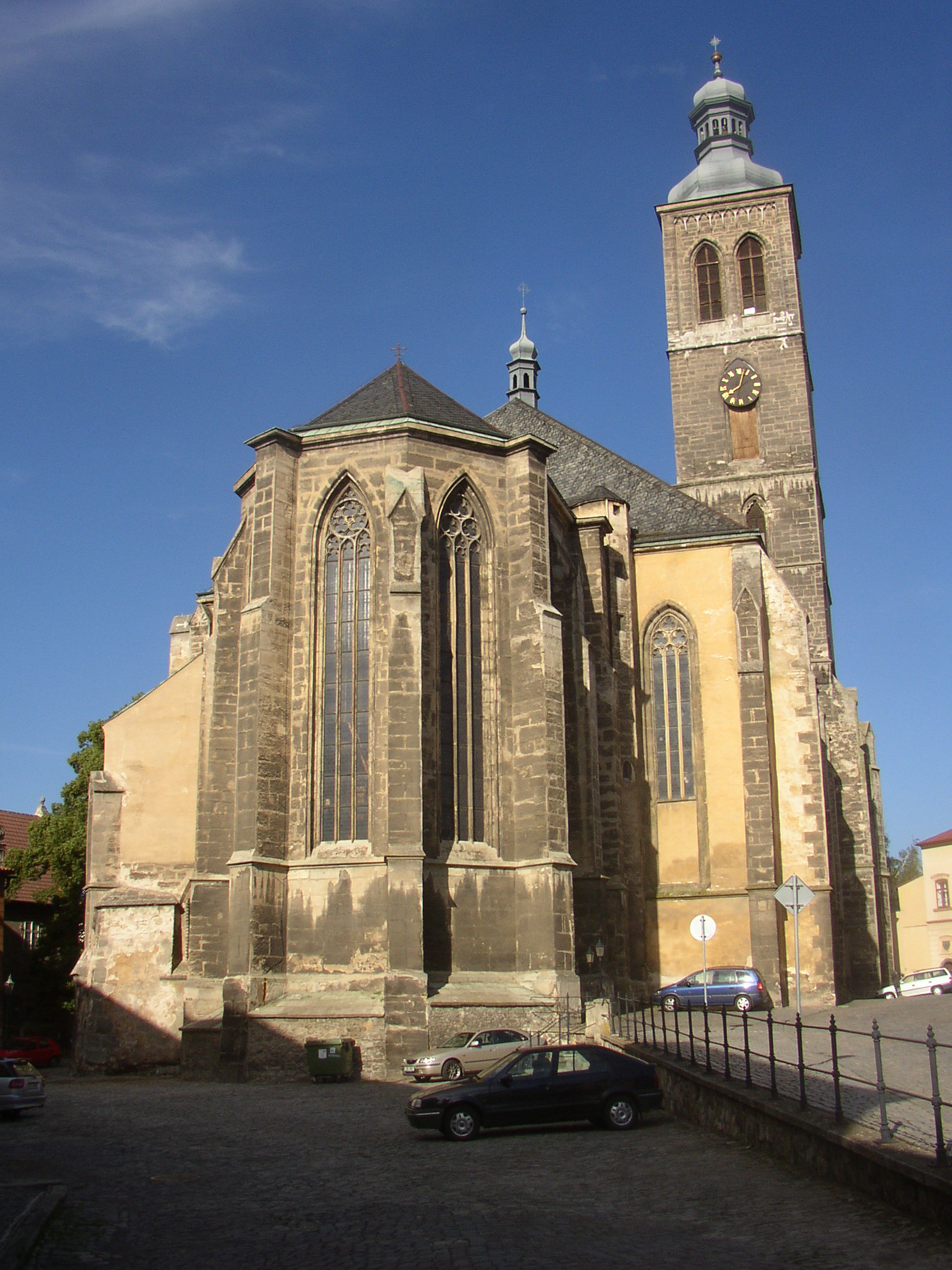
východní pohled
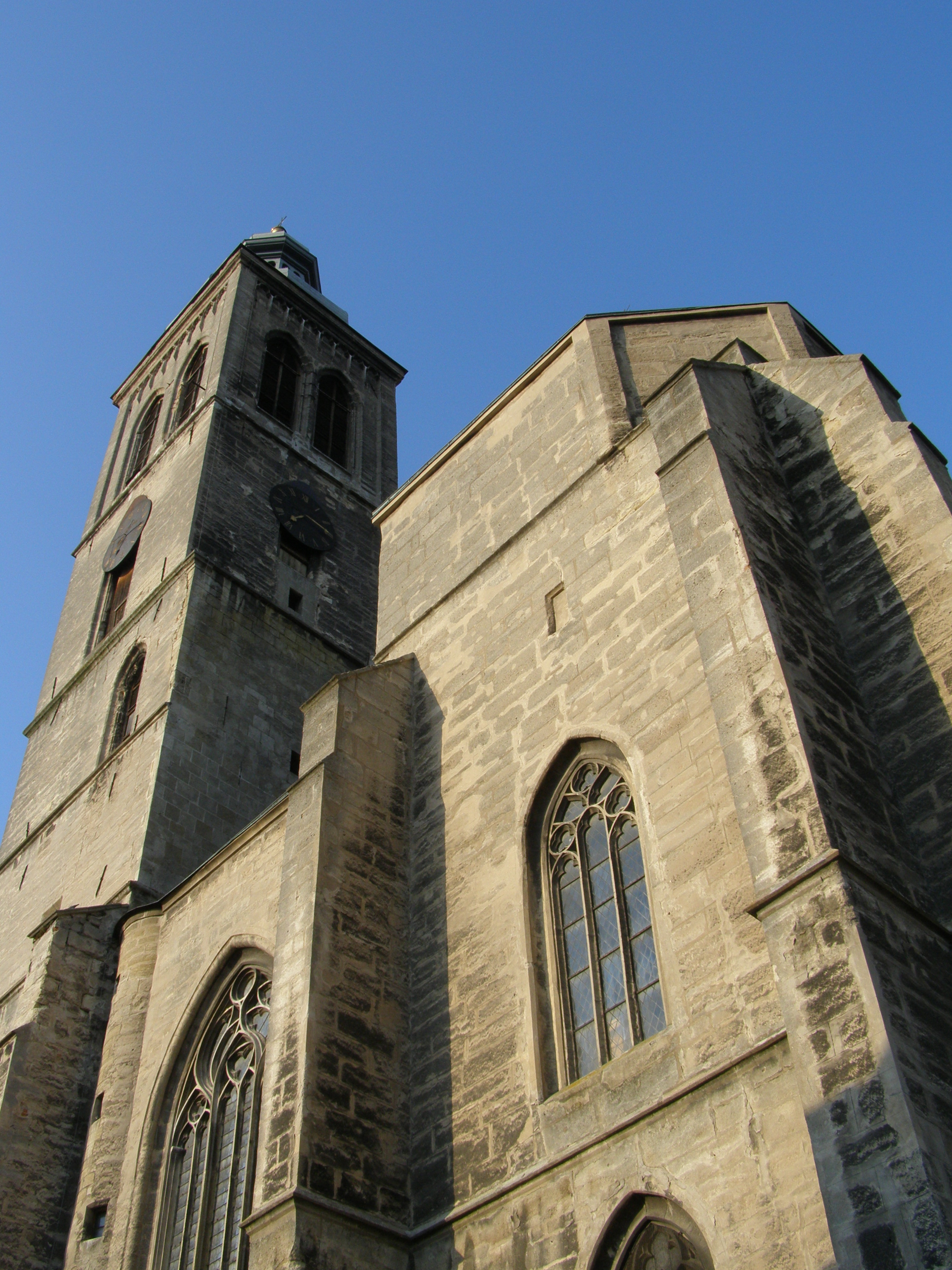
západní fasáda
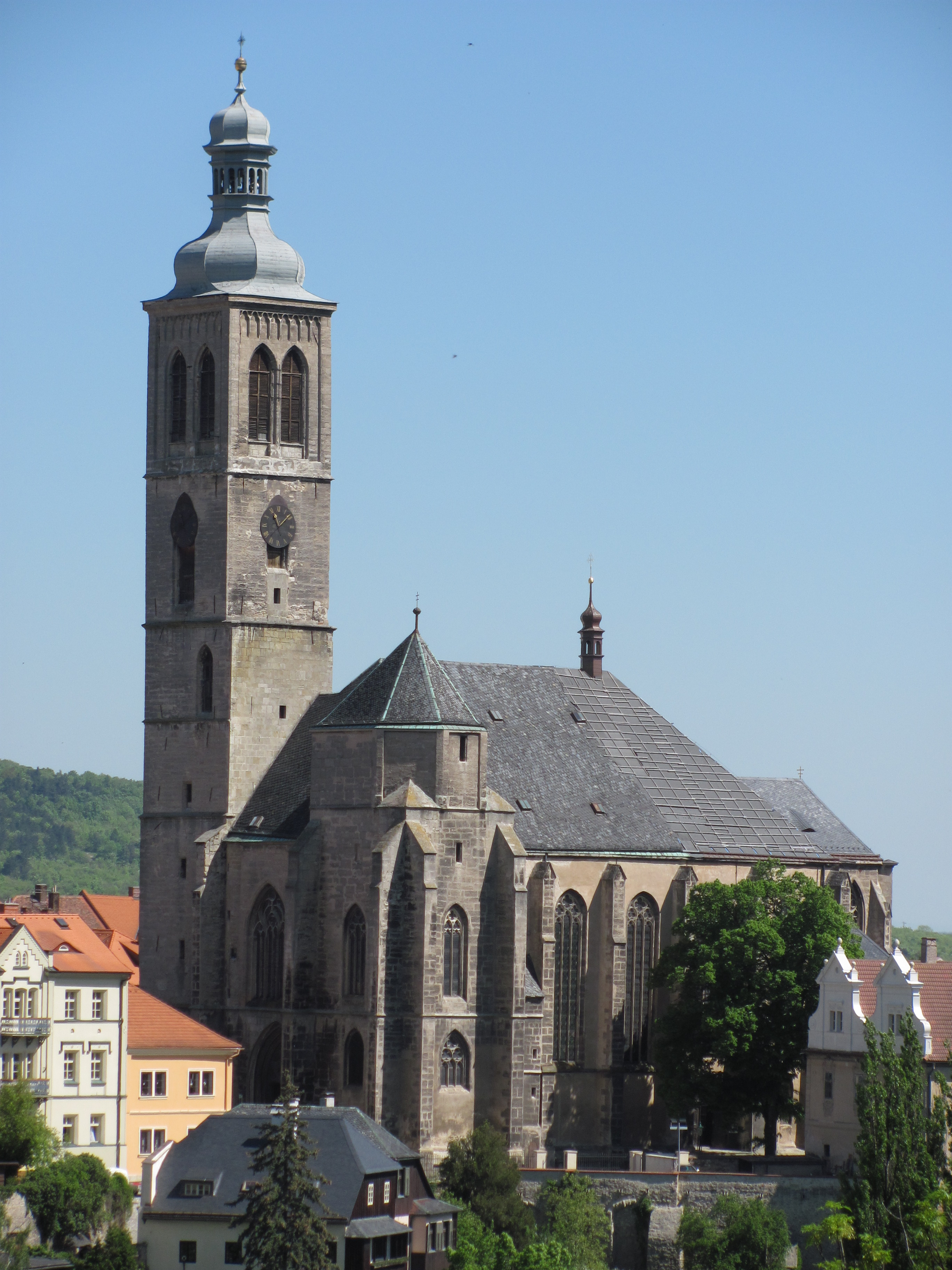
jihozápadní pohled
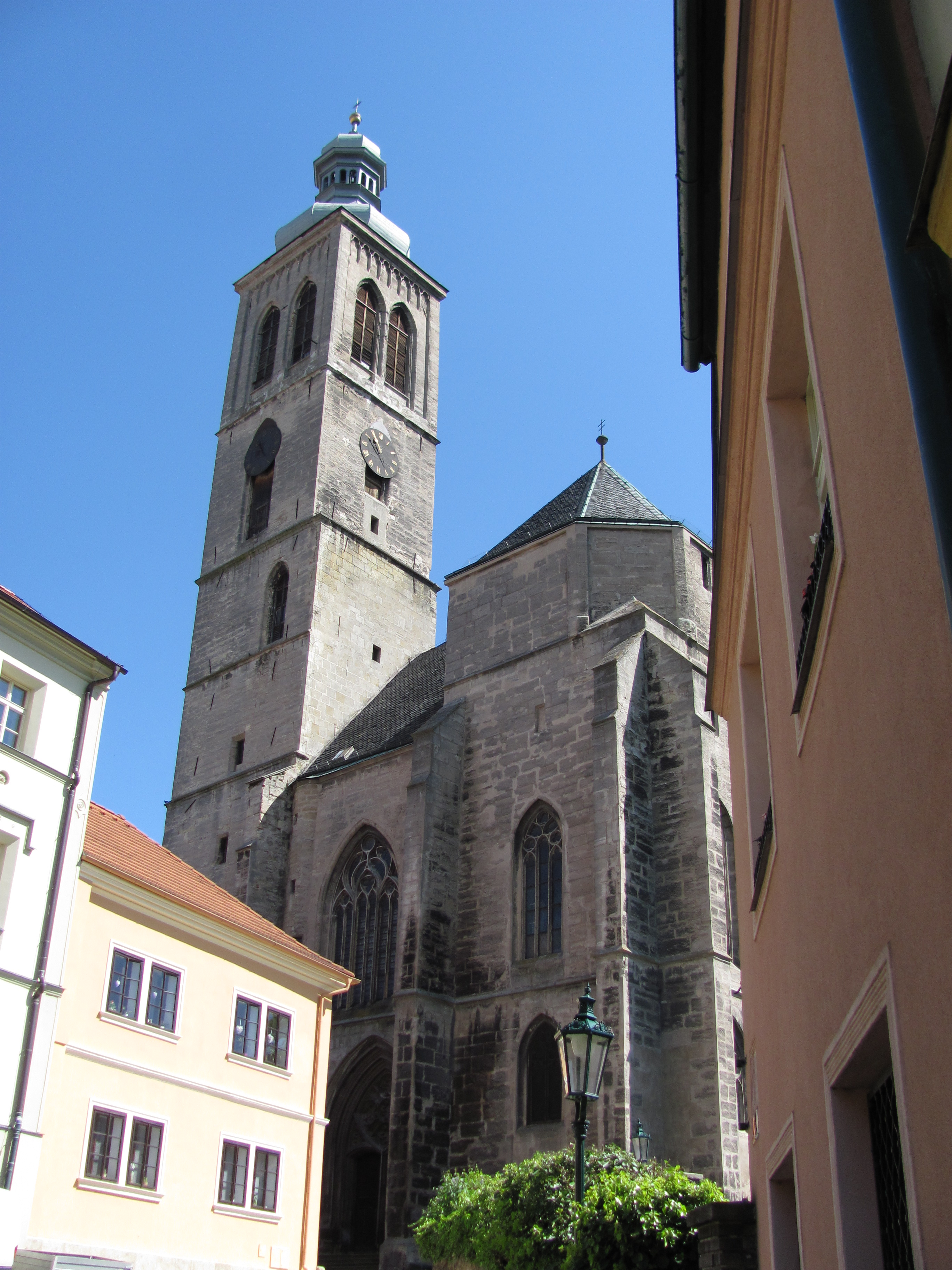
jihozápadní pohled
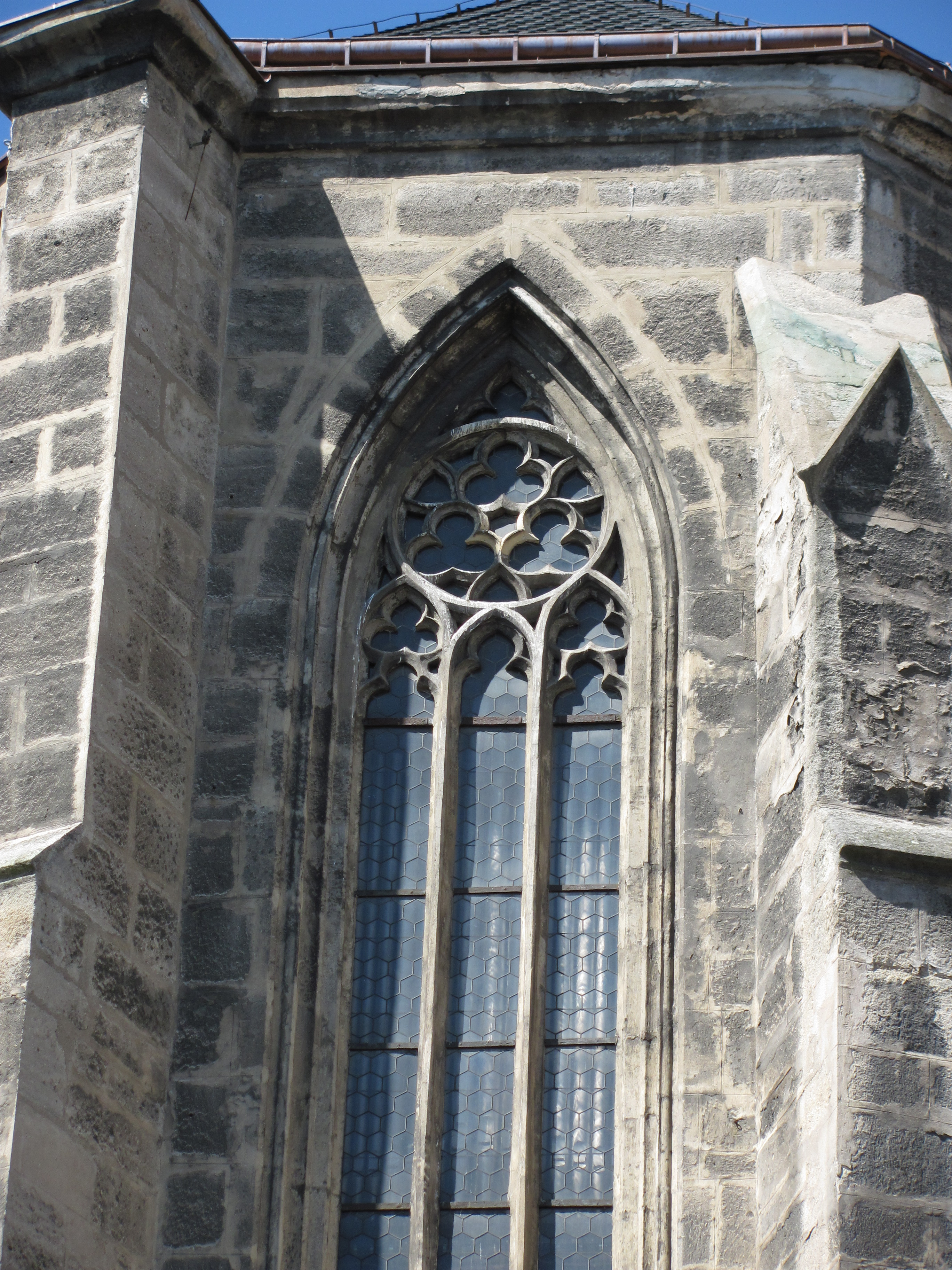
okno ve východní části
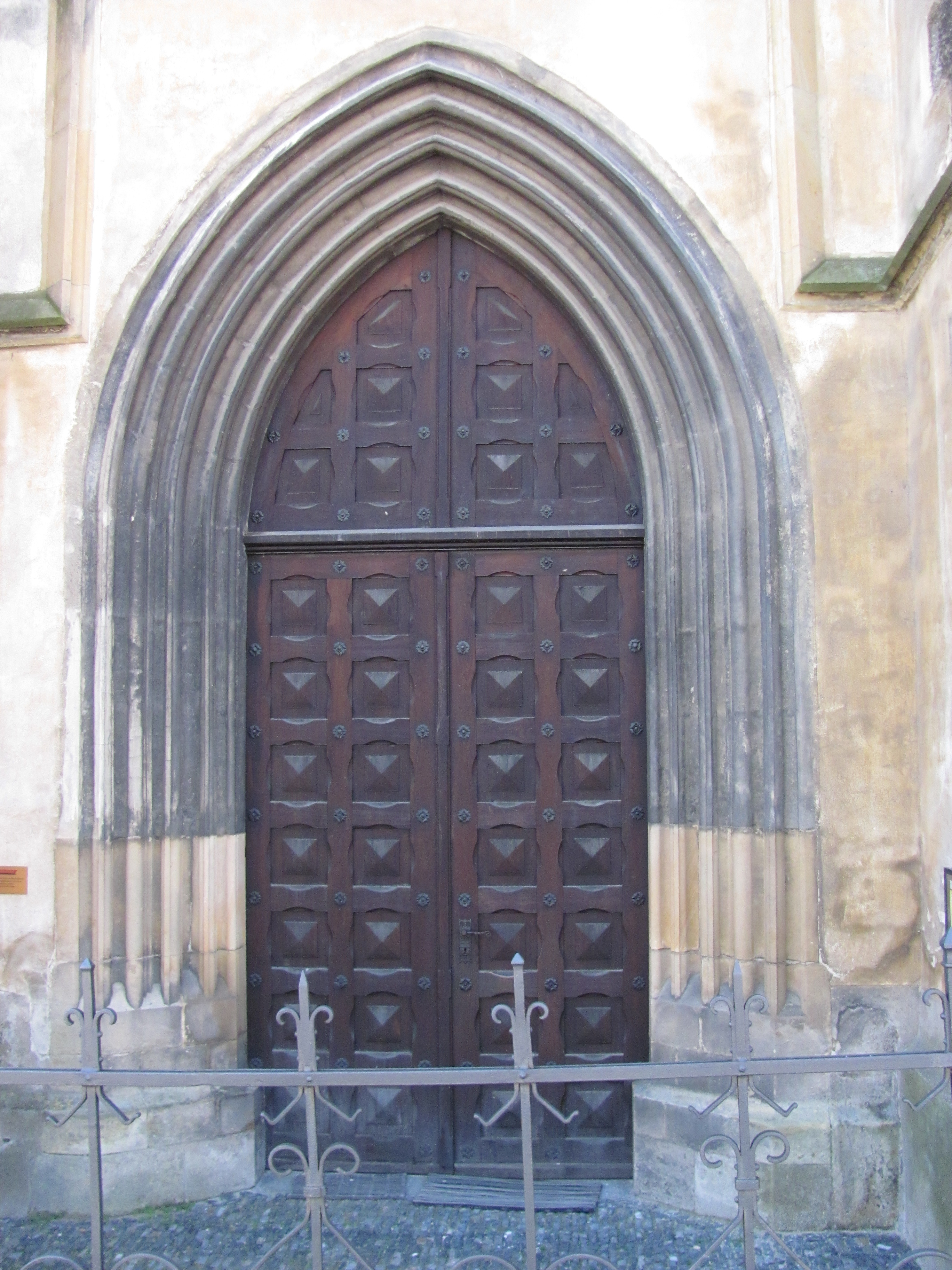
severní portál
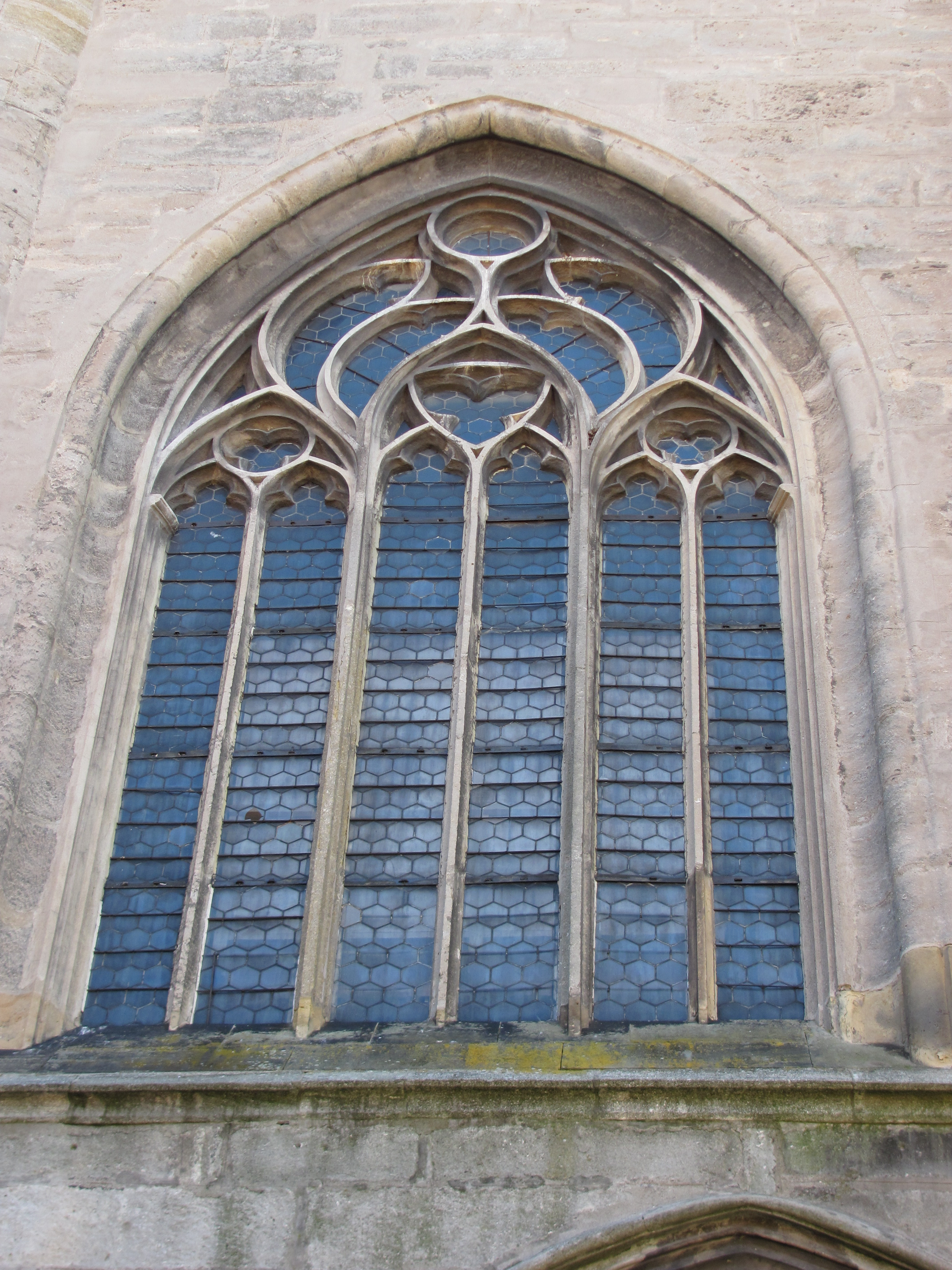
západní okno
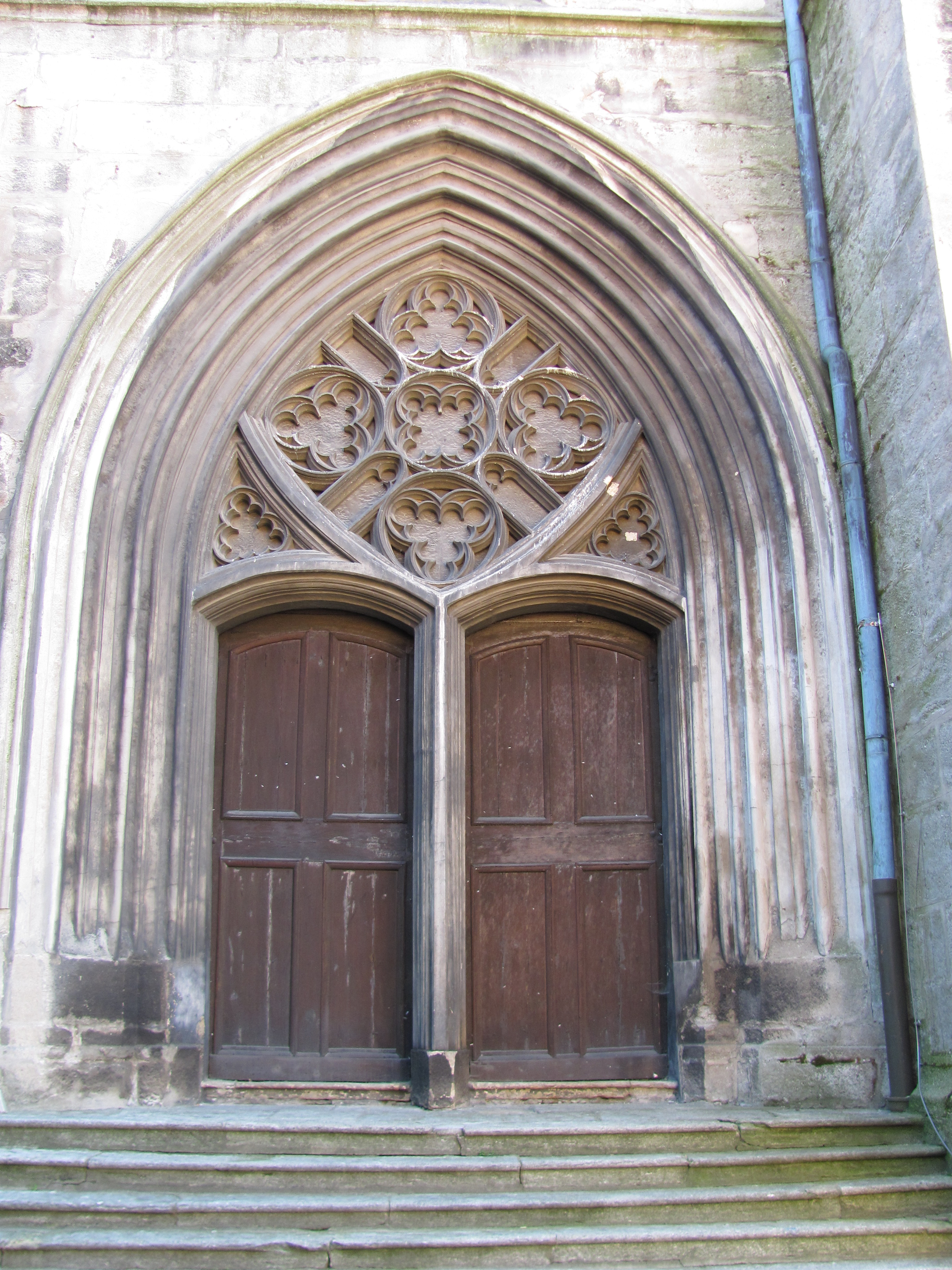
západní portál
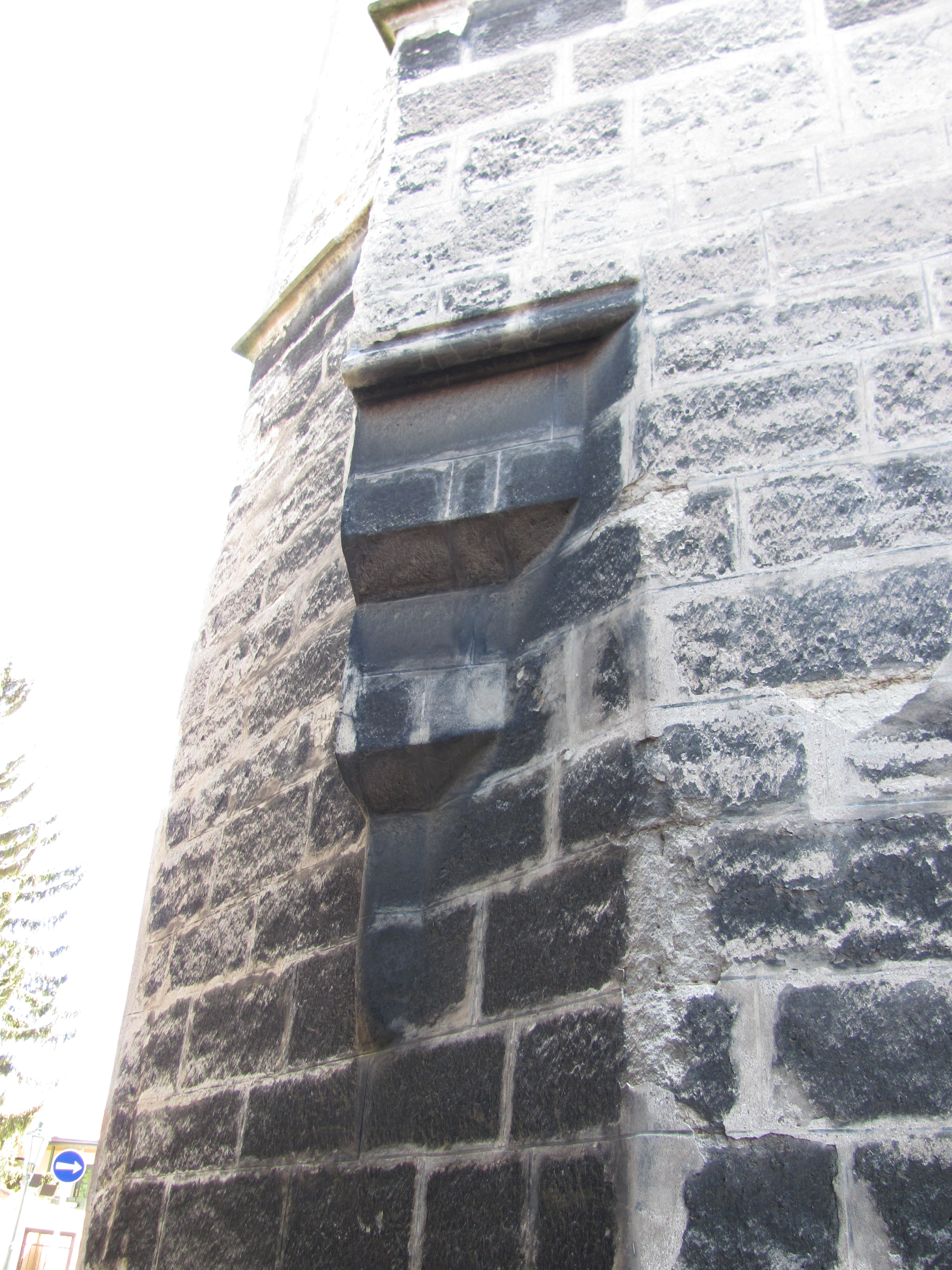
severní věž v podstatě začíná na konzole
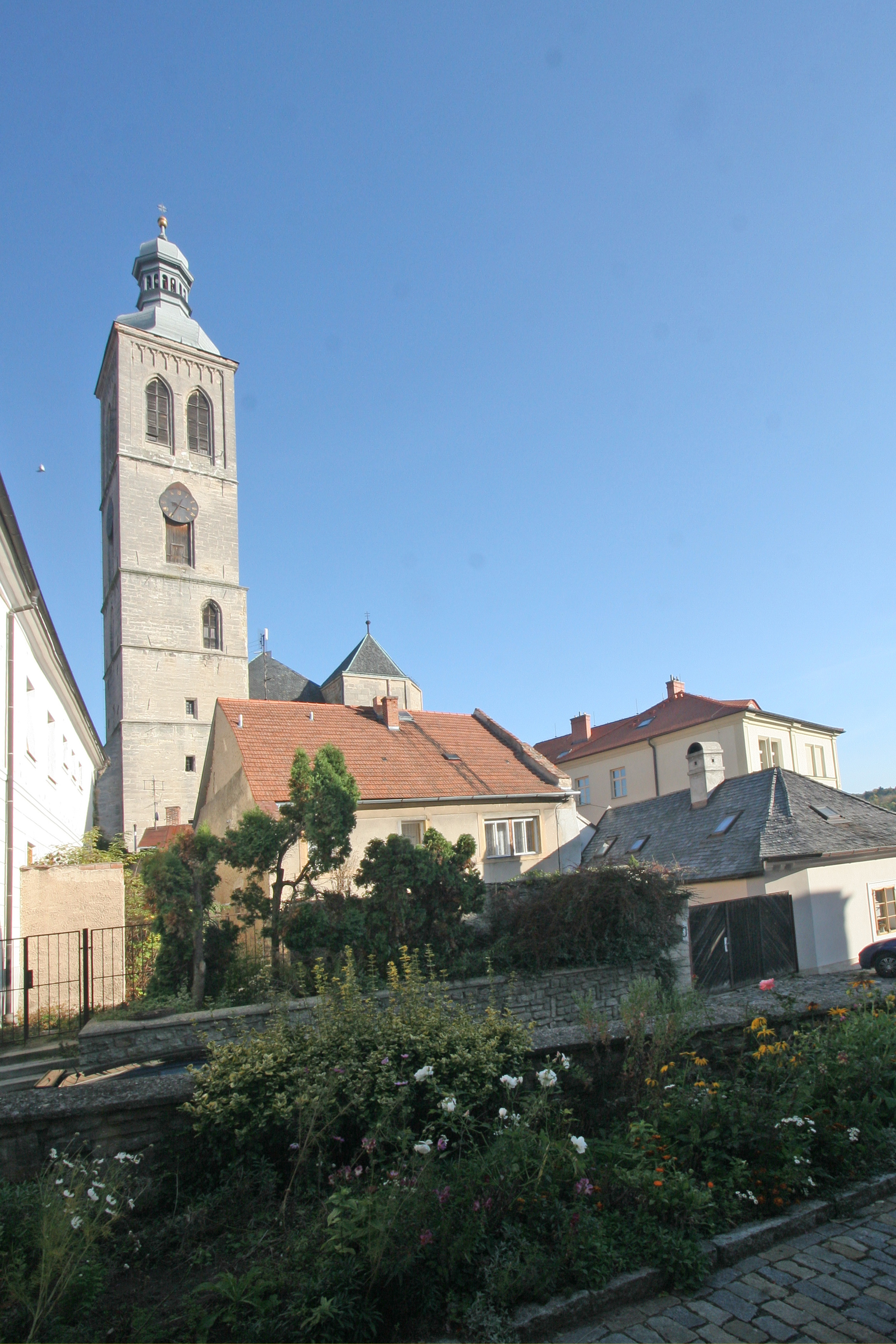
západní pohled
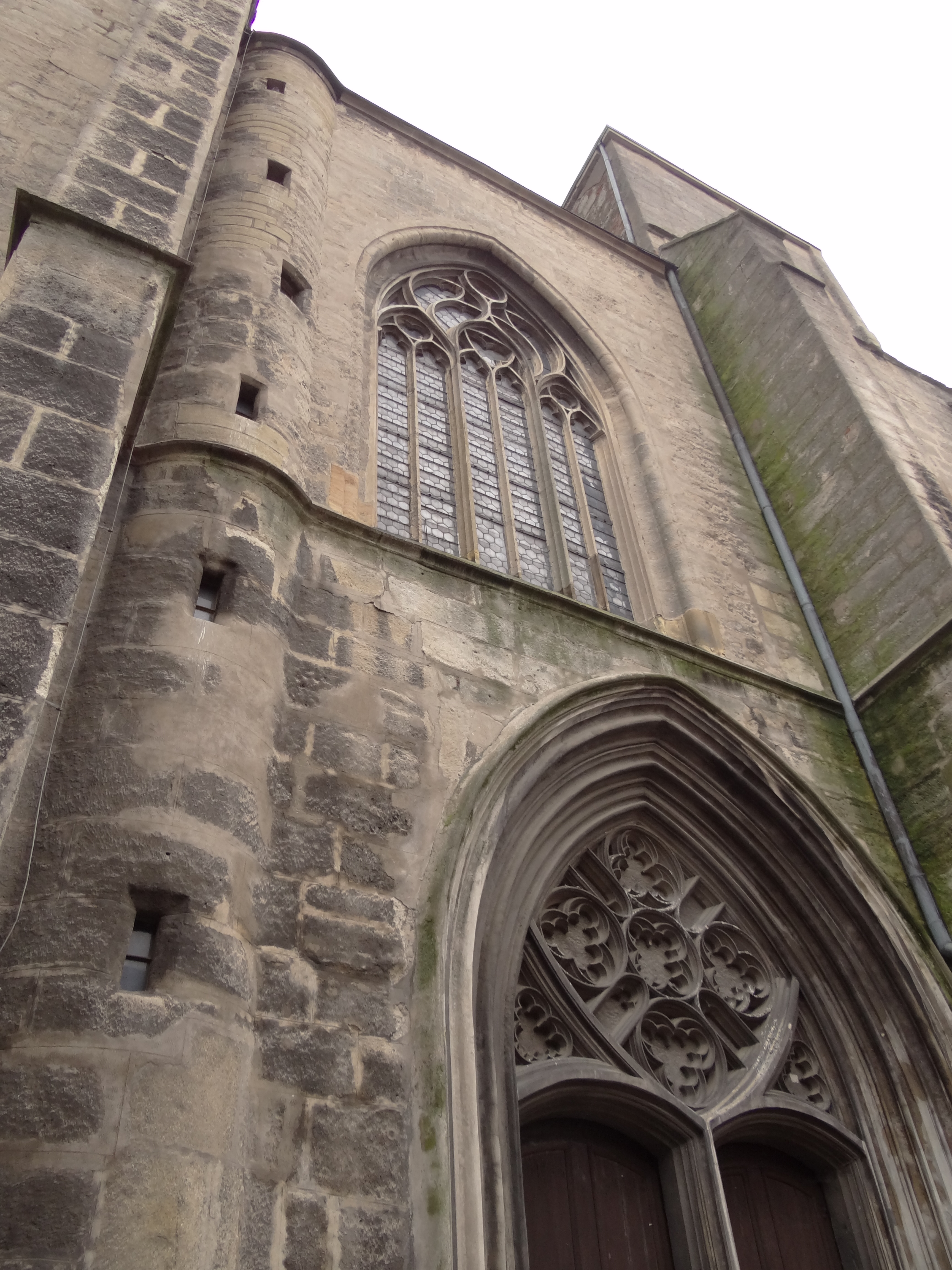
západní strana kostela
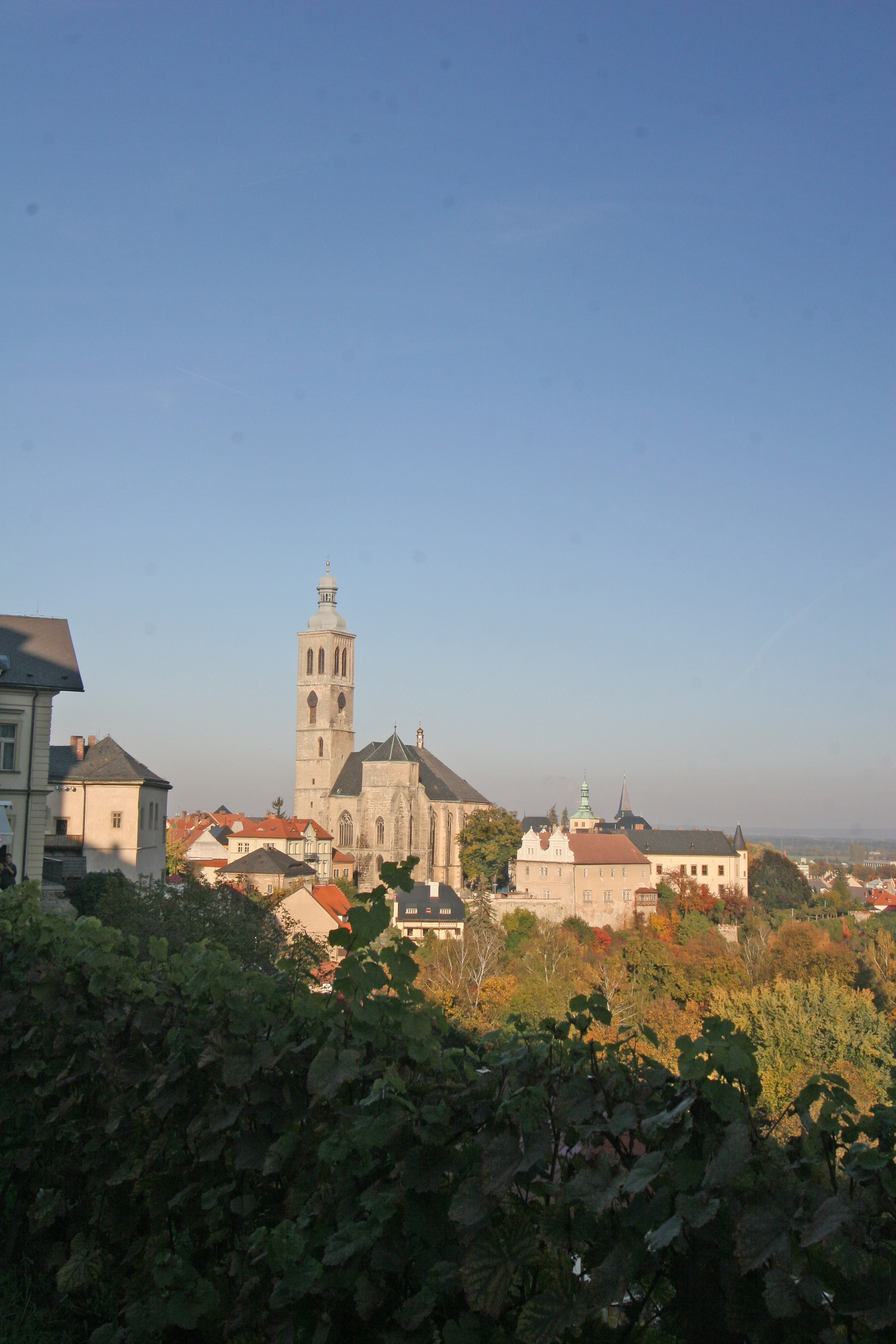
pohled od Chrámu sv. Barbory